# Backstreet Boys
Backstreet Boys (frequentemente abreviado como BSB) é um grupo vocal masculino Americano formado em Orlando, Flórida em 1993. O grupo consiste nos integrantes AJ McLean, Howie Dorough, Nick Carter, Kevin Richardson e Brian Littrell. O grupo conquistou proeminência através de seu primeiro álbum de estúdio homônimo de 1996. No ano seguinte, lançou seu segundo álbum de estúdio, Backstreet's Back (1997), juntamente com seu álbum de estreia auto-intitulado nos Estados Unidos, que prosseguiu com o êxito comercial do grupo em todo o mundo. O Backstreet Boys chegou ao estrelato com seu terceiro álbum de estúdio Millennium (1999) e seu álbum seguinte, Black & Blue (2000).
Após uma pausa de dois anos, o grupo se reagrupou e lançou o álbum Never Gone em 2005. Após a conclusão de sua respectiva turnê musical de apoio, Never Gone Tour, em 2006, Richardson deixou o grupo para buscar outros interesses. O Backstreet Boys lançou dois álbuns como um quarteto: Unbreakable (2007) e This Is Us (2009).
Em 2012, Richardson retornou ao grupo de forma permanente. No ano seguinte, o quinteto comemorou seu vigésimo aniversário e lançou seu primeiro álbum independente, In a World Like This (2013). Um documentário sobre sua trajetória intitulado Backstreet Boys: Show 'Em What You're Made Of, foi lançado em janeiro de 2015.
Em abril de 2013, o Backstreet Boys recebeu uma estrela na Calçada da Fama em Hollywood. Por suas vendas de mais de 130 milhões de álbuns em todo o mundo, o grupo tornou-se um dos grupos masculinos mais vendidos de todos os tempos, bem como um dos artistas musicais mais vendidos do mundo. Seus feitos incluem o de serem o primeiro grupo, desde o britânico Led Zeppelin, a ter seus dez primeiros álbuns alcançando o top 10 da parada estadunidense Billboard 200, o que os tornou a única boy band a fazê-lo.
O êxito comercial do quinteto continua contínuo, mesmo após décadas de sua formação. O nono álbum de estúdio do grupo, DNA (2019), estreou em número um nas paradas de álbuns de diversos países, incluindo a Billboard 200, tornando o Backstreet Boys o primeiro grupo masculino de música pop a liderar a parada estadunidense de álbuns em três décadas diferentes. Com tanto sucesso, o grupo é considerado até hoje o maior boyband de todos os tempos.

## História

### 1993–1995: Formação e primeiros anos

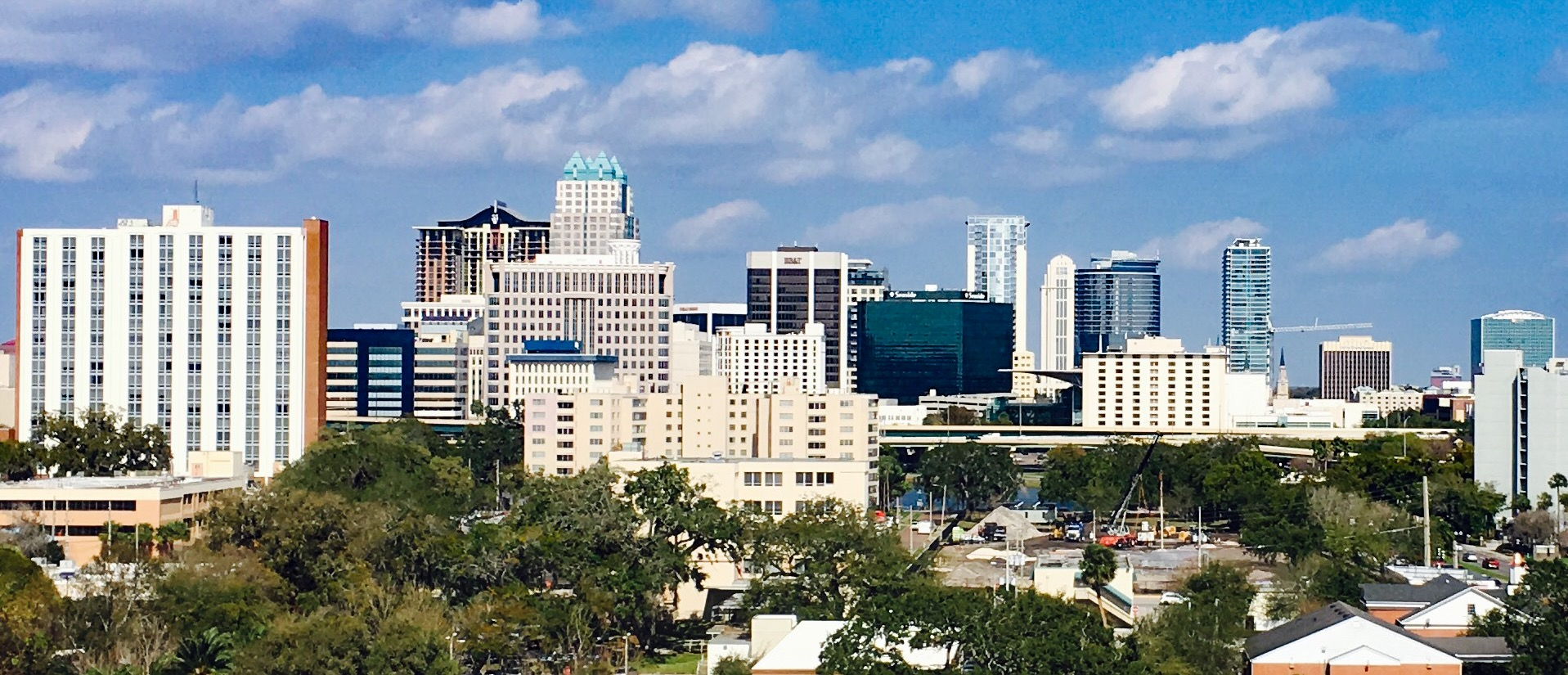
Vista de Orlando, cidade de formação do Backstreet Boys.

Howie Dorough e AJ McLean ambos nativos de Orlando, Flórida, se conheceram primeiramente e depois descobriram Nick Carter através de audições. Os três, percebendo que poderiam harmonizar suas vozes, decidiram formar um trio. Os primos Kevin Richardson e Brian Littrell, ambos de Lexington, Kentucky, cantaram em corais e festivais da igreja local quando crianças. Richardson se mudou para Orlando em 1990, onde trabalhou no Walt Disney World e se concentrava na música no período da noite. Eventualmente, ele conheceu Dorough, Carter e McLean através de um colega de trabalho, e os quatro decidiram formar um grupo.
Em 1992, o empresário Lou Pearlman publicou um anúncio no jornal Orlando Sentinel a fim de formar um grupo vocal a ser gerenciado pelo mesmo. McLean, que foi o primeiro a fazer um teste para Pearlman em sua sala de estar, se tornou o primeiro membro do grupo. Entre o final de 1992 a março de 1993, Pearlman realizou testes abertos e inúmeros jovens fizeram audições em seu galpão na cidade de Kissimmee. Durante este período, Carter, Dorough e Richardson foram finalmente selecionados após atender às expectativas de Pearlman. Littrell voou de Kentucky para Orlando para se juntar formalmente ao grupo em 20 de abril de 1993, um dia depois de receber um telefonema de Richardson sobre o assunto. Assim, 20 de abril tornou-se a data de aniversário do grupo. Pearlman decidiu nomeá-los de Backstreet Boys, em referência ao mercado a céu aberto Backstreet em Orlando, próximo ao International Drive, que também era um ponto de encontro para adolescentes.
O Backstreet Boys teve sua primeira apresentação oficial no parque aquático SeaWorld Orlando em 8 de maio de 1993. O grupo continuou a se apresentar em diversos locais durante o verão de 1993, de shopping centers, restaurantes a um evento beneficente de alto padrão em Fort Lauderdale, Flórida. Posteriormente, com uma mudança de gestão, o quinteto começou a se apresentar em escolas dos Estados Unidos (incluindo a antiga escola de Littrell, a Tates Creek High School), construindo uma base de fãs enquanto tentava fazer um contrato de gravação. A Mercury Records quase forneceu um em 1993, mas o acordo fracassou no último minuto, porque o cantor de longa data da Mercury, John Mellencamp, ameaçou deixar a gravadora se eles ingressassem no negócio de boy bands. No entanto, em fevereiro de 1994, Jeff Fenster (então vice-presidente sênior de A&R da Zomba / Jive Records) e David Renzer (então vice-presidente sênior e diretor geral da Zomba Music Publishing) viram o grupo se apresentando em uma escola de ensino médio em Cleveland e lhe deu seu primeiro contrato de gravação.
No fim de dezembro de 1994, o grupo viajou para a Suécia para gravar algumas canções com os produtores Max Martin e Denniz Pop, incluindo "We've Got It Goin' On", que acabou tornando-se o seu primeiro single e encerrou suas sessões de trabalho em janeiro de 1995. "We Got It Goin 'On" foi enviado as rádios em agosto de 1995 e lançado como um single físico em 5 de setembro do mesmo ano. A canção obteve um desempenho moderado nos Estados Unidos, atingindo a posição de número 69 pela Billboard Hot 100, em dezembro de 1995. Em contrapartida, se estabeleceu no top 5 das paradas europeias que incluíram Alemanha, Suíça, Áustria, França e Países Baixos. O desempenho europeu da canção levou o Backstreet Boys a uma turnê e mudou suas promoções, que passaram a ser direcionadas principalmente a Europa.

### 1996–1997: Crescimento de popularidade eBackstreet's Back
O grupo terminou de gravar seu primeiro álbum, Backstreet Boys, no período de março a junho de 1996, e foi lançado internacionalmente em 6 de maio, excluindo Estados Unidos e Canadá; no entanto, mais tarde foi lançado neste último em outubro de 1996. Sua popularidade cresceu na Europa. O single "I'll Never Break Your Heart" alcançou a certificação ouro na Alemanha por vender 250.000 cópias levando o quinteto a ser eleito o grupo internacional número um em 1996. Eles também conquistaram sua primeira platina na Alemanha por vendagem de 500.000 cópias de seu álbum. Com o lançamento de seu álbum homônimo, o grupo iniciou uma turnê pela Ásia e Canadá. O Backstreet Boys também se tornou um dos artistas estreantes mais bem-sucedidos do mundo, colecionando prêmios como o alemão Durchstarter (Melhor Recém-chegado) no Viva Comet Awards em 1996. O single "Quit Playing Games (with My Heart)", foi lançado em 10 de junho do mesmo ano como o terceiro single de seu álbum de estreia, que também gerou seu quarto e último single "Anywhere for You" em 24 de fevereiro de 1997. Além disso, a canção "Quit Playing Games (with My Heart)", lançada previamente em junho de 1996, foi re-lançada desta vez nos Estados Unidos, para o álbum de estreia estadunidense do grupo, sendo enviada as rádios em 19 de maio de 1997. A mesma atingiu a segunda colocação pela Billboard Hot 100, o que a levou a receber a certificação platina por vendas de mais de um milhão de cópias no país.
O Backstreet Boys começou a trabalhar em seu segundo álbum de estúdio, em outubro de 1996. O grupo também gravou a canção "If You Stay" para a trilha sonora do filme Booty Call, lançado em fevereiro de 1997. Seu segundo álbum de estúdio intitulado Backstreet's Back, foi lançado em 11 de agosto de 1997 e alcançou o primeiro lugar na Alemanha, Noruega, Suíça, Finlândia, Países Baixos, Bélgica e Áustria, vendendo mais de cinco milhões de cópias somente na Europa. Nos Estados Unidos, o grupo lançou seu  álbum de estreia auto-intitulado, contendo em sua lista de faixas, canções de seu álbum de estreia internacional de 1996 com canções de Backstreet Back. O álbum foi lançado em 12 de agosto de 1997 e alcançou a quarta colocação pela Billboard 200, obtendo vendas de catorze milhões de cópias. Os singles "Everybody (Backstreet's Back)" e "As Long as You Love Me" retirados de ambos os álbuns, foram os mais exitosos e auxiliaram na popularidade mundial do grupo.  
Em novembro de 1997, médicos descobriram que uma abertura congênita no coração de Littrell, havia aumentado para proporções perigosas. No mês seguinte o grupo iniciou a Backstreet's Back Tour com concertos no Canadá. Porém, em 8 de maio de 1998, Littrell que havia adiado a cirurgia duas vezes para cumprir com as obrigações da turnê, foi submetido a cirurgia. A Backstreet's Back Tour teve sua continuação adiada até o mês de julho, a fim de fornecer tempo para que ele se recuperasse.

### 1998–1999:Millenniume reconhecimento mundial
Littrell iniciou uma ação contra Lou Pearlman e a Trans Continental em 1998, alegando que Pearlman não havia sido sincero sobre os ganhos obtidos pelo grupo. De 1993 a 1997, Pearlman e sua empresa receberam cerca de US$ 10 milhões em receita, enquanto a banda recebeu apenas US$ 300.000 mil. No ano seguinte, McLean, Richardson e Dorough entraram na ação que resultou em diversos acordos.
Em 14 de fevereiro de 1998, o grupo realizou sua apresentação de estreia na América Latina através do Festival Internacional da Canção de Viña del Mar, no Chile. Em março do mesmo ano, o Backstreet Boys liderou um concerto beneficente realizado as vítimas de um tornado, que atingiu a cidade de Orlando, arrecadando mais de US$ 250.000. Posteriormente em 7 de outubro, o grupo recebeu as chaves da cidade como forma de homenagem, além disso, sua respectiva prefeita, tornou a data, o dia oficial dos Backstreet Boys em Orlando. No meio de uma ação judicial, o grupo iniciou a gravação de seu terceiro álbum de estúdio, no início do mês de outubro. No fim do ano de 1998, a sua turnê Backstreet's Back Tour foi encerrada com um total de 113 concertos.

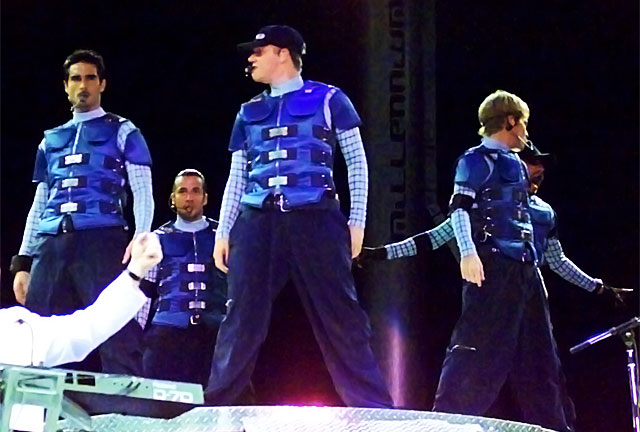
Backstreet Boys se apresentando durante a turnê Into the Millennium Tour.

Antecedendo o lançamento do álbum nomeado como Millenium, o Backstreet Boys lançou o single "I Want It That Way" em 12 de abril de 1999, que se consolidou como um êxito mundial liderando as paradas musicais de mais de 25 países, além de tornar-se sua canção de assinatura.  O álbum foi lançado subsequentemente em 18 de maio, dia em que o grupo fez uma aparição fortemente divulgada no programa Total Request Live da MTV. Outros três singles foram lançados de Millennium: "Larger than Life", "Show Me the Meaning of Being Lonely" e "The One", que figuraram dentro do top 30 da Billboard Hot 100. O álbum estreou no topo da Billboard 200 obtendo vendas de 1.134.000 cópias em sua primeira semana de lançamento. Mais tarde, se tornou o álbum mais vendido de 1999 nos Estados Unidos com vendagem de 9.445.732 cópias. Millenium também detém o recorde de maior número de remessas em um ano, com onze milhões de remessas e permaneceu na parada da Billboard por 93 semanas, vendendo mais de doze milhões de cópias nos Estados Unidos e sendo certificado com platina por treze vezes. Desde janeiro de 2013, Millennium é o quarto álbum mais vendido dos Estados Unidos da era do sistema SoundScan. Globalmente atingiu vendas equivalente a 24 milhões, o que o lista entre os álbuns mais vendidos do mundo. Além disso, o lançamento do álbum levou o Backstreet Boys a receber cinco indicações na premiação Grammy, sendo uma delas relacionada a "Álbum do Ano".
Em 2 de junho de 1999, o Backstreet Boys embarcou na turnê Into the Millennium Tour, que incluiu 115 concertos esgotados em 84 cidades, o qual algumas datas adicionais foram inseridas devido à alta demanda. Sua segunda etapa, patrocinada pela rede de lojas Sears, foi toda vendida em seu primeiro dia em 14 de agosto, quebrando recordes de vendagem.  O concerto realizado em Atlanta, se estabeleceu como o mais assistido de um artista pop. Em outubro do mesmo ano, o Backstreet Boys declarou nulo e sem efeito seu contrato vigente pela Jive Records, o que levou o grupo a um acordo de parceria, onde reassinou novamente com a Jive por um contrato de US$ 60 milhões para cinco gravações, além de possuir maior controle sobre como sua música seria comercializada e licenciada.

### 2000–2003:Black & Blue,The Hits – Chapter Onee conflitos com a Jive Records
Em maio de 2000, o Backstreet Boys realizou uma viagem às Bahamas a fim de se concentrar na composição de canções para seu quarto álbum de estúdio. Suas sessões de gravação iniciaram em 1 de julho em Estocolmo, Suécia, e se encerraram em setembro do mesmo ano. Uma canção concluída durante as sessões de gravação de julho intitulada "It's True", foi lançada em 28 de agosto de 2000, em um álbum de compilação nomeado como For the Fans, vendido exclusivamente na rede de restaurantes Burger King.
Seu quarto álbum de estúdio, Black & Blue, foi lançado em 21 de novembro de 2000. Para a sua promoção, o grupo viajou ao redor do mundo por cem horas, visitando Estocolmo, Tóquio, Sydney, Cidade do Cabo, Rio de Janeiro e Nova York. Cerca de 55 horas foram gastas nas viagens e 45 em aparições públicas. Um DVD da curta turnê, além de um jogo de tabuleiro, foi lançado em 2001, intitulado Around the World. Em uma semana, o álbum Black & Blue registrou as melhores vendas internacionais de um álbum da história, vendendo mais de cinco milhões de cópias em sua primeira semana de vendagem. Nos Estados Unidos, o álbum atingiu vendas de 1,6 milhão de cópias na primeira semana, tornando o Backstreet Boys, o primeiro artista desde os Beatles, a atingir mais de um milhão de cópias consecutivas na primeira semana. Três singles foram lançados de Black & Blue: "Shape of My Heart", "The Call" e "More than That".
Em 28 de janeiro de 2001, o grupo cantou o hino nacional americano durante o Super Bowl XXXV em Tampa, Flórida. Uma semana antes, iniciou a Black & Blue Tour, que apresentou concertos em cinco continentes. A turnê foi paralisada em julho, quando foi relatado que McLean havia entrado em um tratamento de reabilitação para combater o alcoolismo e a depressão, tendo sido auxiliado por Richardson. A turnê recomeçou em 24 de agosto do mesmo ano e encerrou-se em novembro. Previamente em 23 de outubro, o Backstreet Boys lançou seu primeiro álbum de compilação, intitulado The Hits – Chapter One, que incluiu a canção inédita utilizada como single: "Drowning". O álbum figurou no top 5 dos Estados Unidos, Reino Unido, Alemanha e Canadá, além de se estabelecer no top 10 da Suíça, Áustria, Países Baixos e Nova Zelândia. Adicionalmente, The Hits: Chapter One foi certificado como platina nos Estados Unidos por vender mais de um milhão de cópias e também recebeu certificação platina pela IFPI devido sua vendagem de mais de um milhão de cópias na Europa.  O single "Drowning" foi igualmente exitoso alcançando o top 10 em diversos países. Em 2002, The Hits: Chapter One já havia vendido quase seis milhões de cópias em todo o mundo.
Em 2002, o grupo expressou um forte desejo de deixar sua empresa de administração, The Firm. No entanto, Carter optou por permanecer no The Firm para gerenciar sua carreira solo. Logo depois, o restante do grupo começou a gravar o próximo álbum do Backstreet Boys sem ele.  O relacionamento do grupo com a Jive Records piorou quando entraram com um processo estimado em US$ 100 milhões de dólares, contra a Zomba Music Group (empresa controladora da Jive Records), alegando quebra de contrato. Os membros alegaram que a gravadora bloqueou o lançamento de um novo álbum do grupo para promover Now or Never, primeiro álbum solo de Carter, promovendo-o às custas do grupo.
Em novembro de 2003, McLean apareceu no programa The Oprah Winfrey Show para falar sobre seu vício em álcool e drogas pela primeira vez em público. O restante dos membros do Backstreet Boys, o surpreendeu ao aparecer pessoalmente no programa para demonstrar seu apoio, marcando a primeira aparição pública do grupo como um quinteto em quase dois anos. O grupo iniciou um processo de reestruturação e de reconciliar suas diferenças, planejando também começar a gravar um álbum de retorno no início do ano seguinte.

### 2004–2006:Never Gonee saída de Richardson
Em janeiro de 2004, o Backstreet Boys iniciou a gravação de seu próximo álbum de estúdio. Além disso, o grupo também começou a se apresentar junto para promover seu retorno ao cenário musical. Em setembro, eles iniciaram uma pequena turnê asiática, visitando cidades que incluíram Pequim, Xangai, Tóquio e Manila. Devido ao êxito desta turnê, eles acrescentaram apresentações nas cidades mexicanas, Cidade do México e Monterrey. Em 28 de março de 2005, antecedendo o lançamento de seu próximo álbum de estúdio, o grupo lançou o single "Incomplete" através das estações de rádio. Posteriormente, embarcou em sua turnê Up Close & Personal Tour no mesmo mês, que serviu como uma turnê de pré-lançamento. "Incomplete" atingiu a posição de número treze pela Billboard Hot 100 nos Estados Unidos e alcançou o topo nas paradas da República Tcheca e Austrália, onde neste último, tornou-se seu primeiro êxito número um no país. Além disso, a canção figurou dentro do top 10 em treze países.

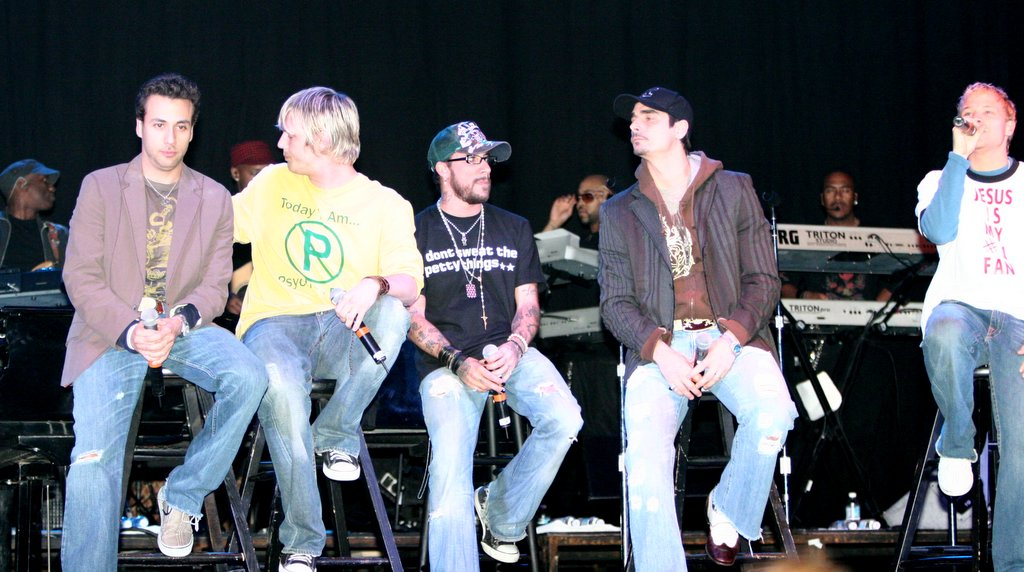
Backstreet Boys se apresentando pela Kiss FM Jingle Bell Bash 8, em dezembro de 2005

Depois de passar mais de um ano em sessões de gravação, o Backstreet Boys lançou o seu álbum de retorno intitulado Never Gone, em 14 de junho de 2005. O álbum estreou em terceiro lugar na parada estadunidense com vendas de 291.000 cópias em sua primeira semana. A mudança drástica de estilo do grupo, que introduziu o rock as suas canções, atraiu criticas negativas da Rolling Stone. Comercialmente, Never Gone foi certificado com platina nos Estados Unidos e quatro singles foram lançados do álbum. Seu segundo single, "Just Want You to Know", alcançou o top 10 no Reino Unido. Como terceiro single, foram lançados "Crawling Back to You" para os Estados Unidos e "I Still..." para o restante do mundo. Never Gone vendeu aproximadamente dez milhões de cópias em todo o mundo desde 2008.
A fim de promover Never Gone, o Backstreet Boys iniciou a primeira etapa de sua turnê Never Gone Tour, em 22 de julho de 2005 na Flórida, Estados Unidos. Esta primeira etapa ocorreu até novembro de 2005 na Europa. Em janeiro de 2006 a segunda etapa iniciou-se em Tóquio, Japão. A turnê encerrou-se  em 2 de fevereiro de 2006 em Melbourne, Austrália, composto de 81 concertos.
Em 23 de junho de 2006, foi anunciado que Richardson havia deixado o Backstreet Boys para buscar outros interesses. Tanto ele quanto o restante do grupo, divulgaram um comunicado em seu website oficial, afirmando que Richardson partia amigavelmente e que a porta estava sempre aberta caso ele quisesse retornar.  Após a partida de Richardson, foi sugerido que o grupo mudasse seu nome para Backstreet, o que não foi aceito pelos membros. Eles também recusaram uma oferta para estrelar um reality show para encontrar um novo membro.

### 2007–2011:UnbreakableeThis Is Us
Dois dias após o anúncio da saída de Richardson, o Backstreet Boys entrou em estúdio para gravar seu sexto álbum. O álbum, intitulado Unbreakable, foi lançado em 30 de outubro de 2007. O mesmo recebeu críticas positivas da crítica especializada e estreou em número sete na Billboard 200, vendendo 81.000 cópias em sua primeira semana de lançamento. Unbreakable também obteve um bom desempenho no Japão, estreando em primeiro lugar na parada semanal da Oricon e permanecendo na mesma posição por mais uma semana. Os singles "Inconsolable" e "Helpless When She Smiles" foram os retirados do álbum.

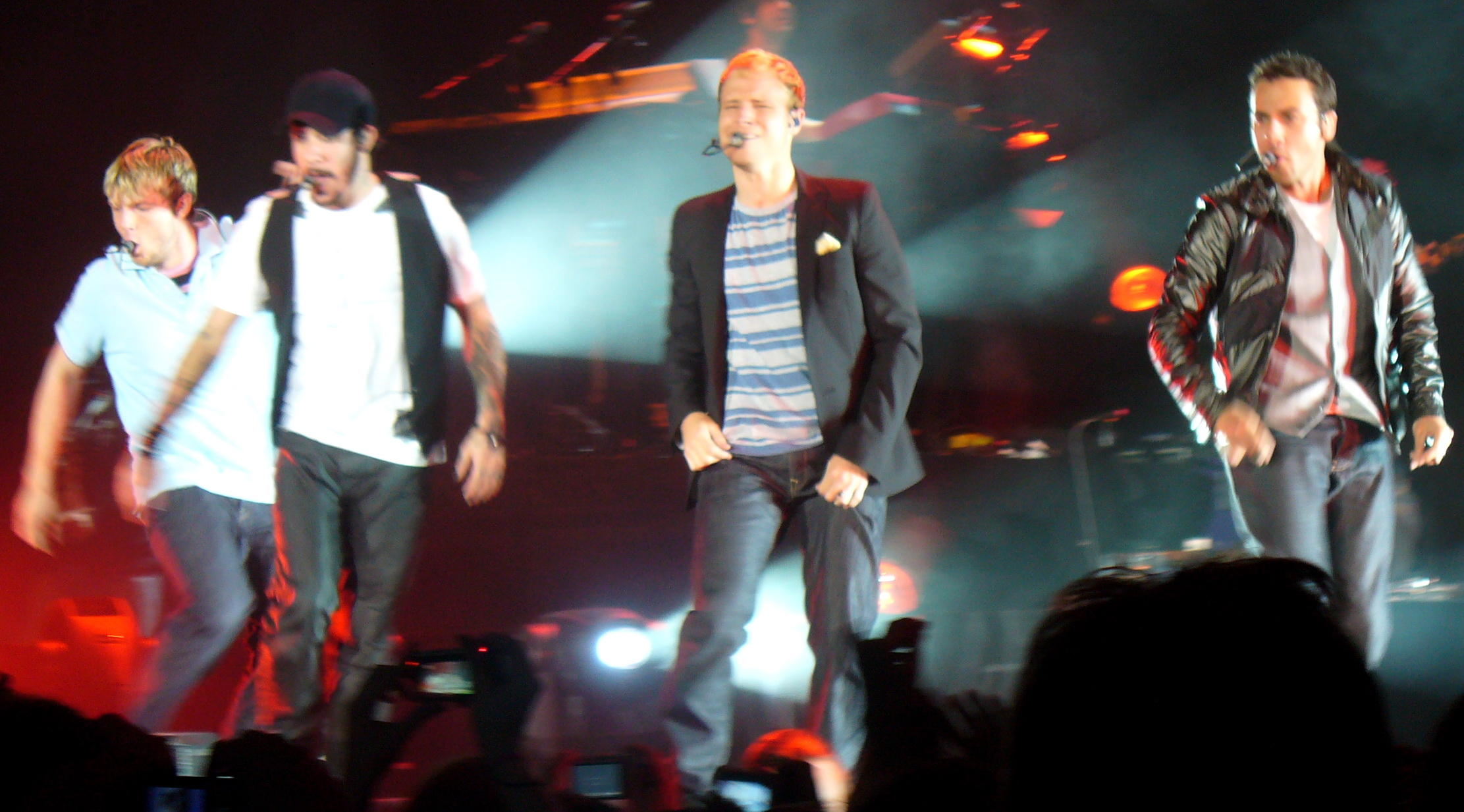
Backstreet Boys se apresentando pela Unbreakable Tour, em Estocolmo, Suécia, em abril de 2008.

O grupo realizou uma turnê mundial para promover Unbreakable, que iniciou-se com um concerto em Tóquio, Japão, em 16 de fevereiro de 2008. A turnê nomeada como Unbreakable Tour, incluiu concertos na Ásia, Oceania, América do Norte e América do Sul. O concerto realizado em 14 de maio na The O2 Arena, em Londres, foi filmado e tornou-se disponível para visualização na seção Music in Concert do portal MSN. Além disso, Richardson se juntou ao restante do grupo no palco do Palladium em Hollywood, Los Angeles, em 23 de novembro do mesmo ano, para a última parada da turnê nos Estados Unidos. A Unbreakable Tour encerrou-se em 13 de março de 2009 em Puebla, México com um total de 99 concertos.
Em 6 de outubro de 2009, o grupo lançou seu sétimo álbum de estúdio, This Is Us.  Neste álbum, o Backstreet Boys voltou a introduzir batidas  dance-pop e a destacar o gênero R&B em suas canções. This is Us estreou no nono lugar pela Billboard 200, vendendo 42.000 cópias em sua primeira semana de lançamento e alcançou o segundo lugar no Japão, onde recebeu a certificado platina por vendagem de 250.000 cópias.  Dois singles foram lançados deste álbum: "Straight Through My Heart" e "Bigger".
Alguns dias depois de promover This Is Us e filmar o vídeo musical de "Bigger" no Japão, Littrell contraiu gripe suína, fazendo com que o grupo cancelasse sua participação no evento Pinktober do Hard Rock Café Nova York, em 5 de outubro. O restante do grupo recebeu a medicação Tamiflu, apesar de não apresentar qualquer sintoma da gripe. Posteriormente, foi cancelado também uma apresentação programada no The Early Show da CBS, na mesma data de lançamento de This Is Us. No fim de outubro de 2009, o grupo embarcou na turnê This Is Us Tour, que durou um ano e cinco meses ativa, consistindo de 123 concertos realizados na Europa, Ásia, Oceania, América do Norte e América do Sul. Adicionalmente, o Backstreet Boys, incluindo Richardson, filmaram um segmento para o programa The Oprah Winfrey Show em 22 de outubro de 2010. Richardson também se apresentou com o grupo no estúdio do programa mais tarde naquele dia, tornando-se a segunda vez que ele se juntou ao grupo desde sua partida.

### 2011–2012: NKOTBSB e retorno de Richardson
Em maio de 2011, o Backstreet Boys anunciou que havia deixado sua gravadora de longa data, Jive Records. No mesmo mês, o grupo embarcou em uma turnê conjunta com o grupo masculino New Kids on the Block, onde ambos receberam o nome conjunto de NKOTBSB. Antes da turnê, o Backstreet Boys lançou um álbum de compilação de seus maiores êxitos, também intitulado como NKOTBSB, o álbum incluiu em adição um mashup e duas novas canções. No fim de 2011, a turnê se classificou em 17º lugar na lista anual "Top 25 Tours" da Billboard, adquirindo uma receita de mais de US$ 40 milhões de dólares em 51 concertos. A turnê perdurou até junho de 2012, compreendendo oitenta apresentações na América do Norte, Europa, Austrália e Ásia. Durante o concerto realizado no Staples Center, Los Angeles, em julho de 2011, Richardson se juntou novamente ao grupo no palco.
Em 3 de dezembro de 2011, Richardson organizou uma festa na praia nas Bahamas, como parte do segundo cruzeiro anual do Backstreet Boys, onde ele se apresentou com o grupo. No programa de rádio On Air with Ryan Seacrest, ele afirmou que adoraria se apresentar com o grupo novamente de forma mais regular. A declaração, juntamente com sua aparição no evento de cruzeiro, gerou especulações de que ele pudesse retornar ao grupo de forma definitiva, no entanto, nem Richardson nem o grupo se pronunciaram sobre o assunto.

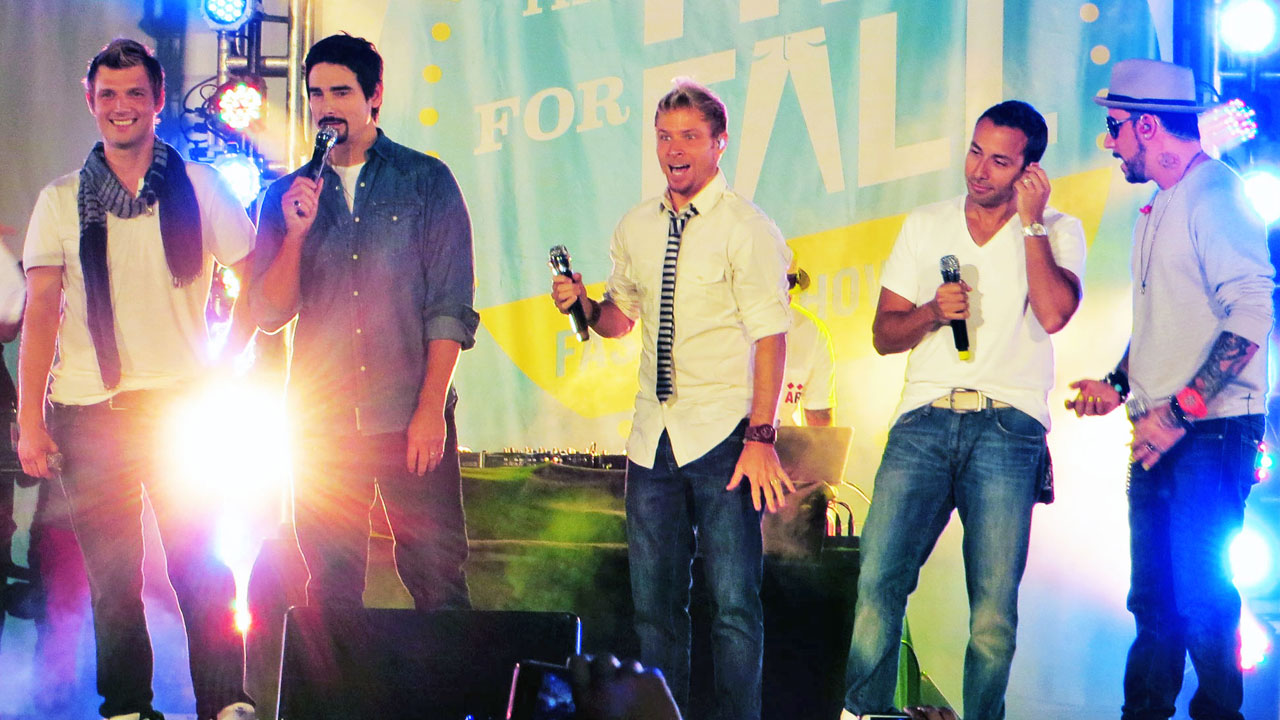
Backstreet Boys se apresentando no Old Navy Fit For Fall Fashion Show em setembro de 2012

Em 29 de abril de 2012, durante um concerto em Londres pela turnê NKOTBSB Tour, foi anunciado que Richardson havia retornado permanentemente ao Backstreet Boys. Alguns dias depois, McLean e Littrell revelaram em ocasiões distintas, que ele havia retornado desde 2010, antes do início da NKOTBSB Tour. Richardson havia conversado sobre participar da turnê, mas desistiu da ideia. Os outros membros apoiaram sua decisão e mantiveram seu retorno em segredo até o fim da turnê. O grupo falou positivamente sobre seu retorno de Richardson, afirmando que eles não poderiam estar mais felizes em tê-lo de volta. Além disso, o próprio ficou emocionado por estar de volta com seus antigos colegas de grupo, afirmando que eles possuem "uma química e um vínculo".
Em julho de 2012, os membros do Backstreet Boys mudaram-se para uma casa juntos, quando iniciaram o processo de produção de seu novo álbum de estúdio com o produtor sueco Martin Terefe em Londres. Em 31 de agosto, o grupo encerrou a série de concertos de verão do programa Good Morning America no Central Park, em Nova York. Tornando-a primeira apresentação televisiva como um quinteto, desde que Richardson retornou ao grupo. Na ocasião, foi anunciado que o Backstreet Boys iria realizar seu terceiro cruzeiro em outubro de 2013.
Em 5 de novembro de 2012, o grupo lançou a canção natalina "It's Christmas Time Again", através da AOL Music, que foi lançada oficialmente como um single um dia depois. O seu lançamento alcançou o primeiro lugar na parada estadunidense Billboard Holiday Digital Songs.

### 2013–2015: Aniversário de 20 anos,In a World Like This, documentário eDead 7
Em 20 de abril de 2013, o Backstreet Boys comemorou seu vigésimo aniversário, através de um evento de fãs em Hollywood. Dois dias depois, em 22 de abril, o grupo recebeu uma estrela na Calçada da Fama e a data tornou-se o Dia do Backstreet Boys em Hollywood. Em maio, o grupo embarcou em sua turnê comemorativa de vinte anos, oficialmente intitulada como In a World Like This Tour. A mesma teve uma duração de mais de dois anos, compreendendo mais de 170 concertos realizados na América do Norte, América do Sul, Europa, Ásia, Australásia e Oriente Médio. A In a World Like This Tour, tornou-se a 44ª turnê mundial de maior bilheteria do ano de 2014, obtendo um total bruto de US$ 32,8 milhões e uma vendagem de ingressos de 607.407 mil.
Em 25 de junho de 2013, o grupo lançou em formato digital, o single "In a World Like This", canção que dá nome a seu oitavo álbum de estúdio, mais tarde, em 22 de julho, a faixa passou a ser executada nas rádios. O álbum foi lançado nos Estados Unidos em 30 de julho e posteriormente, em outras datas ao redor do mundo, tornando-o primeiro lançamento independente do grupo, lançado sob seu próprio selo, K-Bahn. In a World Like This atingiu o top 5 nos Estados Unidos, Canadá, Países Baixos, Alemanha, Suíça, Espanha, Taiwan e Japão. E vendeu 800.000 cópias até janeiro de 2015. Em 18 de novembro, foi lançado um segundo single do álbum, "Show 'Em (What You're Made Of)". Ainda no mesmo ano, o grupo fez uma participação especial no filme This Is the End (2013), interpretando uma versão fictícia de si mesmos, onde cantaram sua canção "Everybody (Backstreet's Back)", o que lhes rendeu um prêmio de "Melhor Momento Musical" no MTV Movie Awards no ano seguinte. Em dezembro de 2013, o Backstreet Boys cantou suas duas canções originais de Natal como apresentadores no especial de televisão anual Christmas in Washington, que também contou com a presença do presidente dos Estados Unidos, Barack Obama, e de sua família.
Os membros do Backstreet Boys deveriam comparecer no tribunal em 24 de março de 2014, devido a uma queixa apresentada contra o ex-empresário Lou Pearlman. O grupo alegou que Pearlman ainda lhes devia US$3.451.456,04 de dólares e também haviam pedido US$87.728,58 dólares em honorários legais por terem de estar em uma batalha judicial com ele durante anos. Entretanto, no início daquele mês, o grupo afirmou ter um conflito de horários, o que levou a uma discussão sobre o adiamento da audiência por noventa dias. Em 21 de outubro, o Backstreet Boys recebeu um acordo financeiro de US$99.000 dólares, além de material que incluiu 34 rolos de fitas de áudio, 26 CDs, sete fitas de áudio de estúdio masterizado, seis pôsteres fechados, três fitas de áudio e uma fita VHS. As gravações incluem algumas composições não lançadas, demos e materiais originais.
Em 30 de janeiro de 2015, o quinteto lançou o documentário Backstreet Boys: Show 'Em What You're Made Of primeiramente nos cinemas dos Estados Unidos e online, mais tarde, o seu lançamento ocorreu em 26 de fevereiro de 2015 no Reino Unido e na Europa e em 28 de março em todo o mundo. A produção narra toda a sua carreira até a criação do seu álbum de 2013, In A World Like This. Em 10 de abril, os membros Richardson e Littrell, foram introduzidos no Kentucky Music Hall of Fame. Em agosto, os membros Carter, Dorough e McLean, realizaram as filmagens de um filme que Carter escreveu, intitulado Dead 7. Dirigido por Danny Roew, seu enredo refere-se a um bando de pistoleiros, operando durante uma praga pós-apocalíptica de zumbis. Sua estreia ocorreu em 1 de abril de 2016, através da emissora por assinatura Syfy. Uma cópia gratuita da canção tema "In the End", foi lançada em 28 de março, interpretada por Carter, McLean e Dorough; além de outros integrantes de grupos masculinos dos anos 90, que integram a produção.
No mês de outubro do mesmo ano, McLean revelou que o Backstreet Boys estava trabalhando em seu nono álbum de estúdio e que o grupo esperava finalizar suas sessões de gravação, antes de seu próximo cruzeiro, a ser realizado em maio de 2016.

### 2016–presente: Residência em Las Vegas eDNA
Em 29 de janeiro de 2016, o Backstreet Boys foi o convidado musicail do fim da série de comédia  Undateable  da NBC. Subsequentemente, Carter e McLean apoiaram a participação da modelo Gigi Hadid no programa de competição musical Lip Sync Battle. Em 1 de abril, Carter disse ao programa Entertainment Tonight, que o Backstreet Boys havia assinado um contrato com a Live Nation, para a realização de uma turnê de "residência de teste", com nove concertos em Las Vegas. McLean confirmou o acordo, dizendo à publicação Us Magazine, que a residência iniciaria em janeiro de 2017. Em julho, o grupo apareceu e se apresentou no programa Greatest Hits da ABC.
Em 15 de setembro, McLean e Carter confirmaram a produção de um novo álbum a ser lançado no ano seguinte, juntamente com uma nova turnê. Em 23 de setembro, o Backstreet Boys confirmou sua série de apresentações de residência em Las Vegas, intitulado Backstreet Boys: Larger Than Life. A mesma contou com oitenta concertos entre 1 de março de 2017 a 27 de abril de 2019. Em 17 de janeiro de 2017, o Backstreet Boys lançou conjuntamente a canção "God, Your Mama, and Me", com a dupla de música country, Florida Georgia Line, retirada do terceiro álbum de estúdio da dupla: Dig Your Roots. A canção atingiu pico de número 92 na Billboard Hot 100, tornando-a o primeiro retorno do grupo à referida parada desde 2007.
Previamente ao lançamento de seu nono álbum de estúdio, coproduzido pelas gravadoras K-Bahn e RCA Records, e distribuído pela Sony Music, o Backstreet Boys lançou os três singles do álbum, que iniciou-se com "Don't Go Breaking My Heart" em 17 de maio de 2018. A canção atingiu a posição de número 63 na Billboard Hot 100, tornando-a canção melhor posicionada do grupo como artista principal na parada, desde "Inconsolable" de 2007. Em 9 de novembro do mesmo ano, o Backstreet Boys lançou o single "Chances" e anunciou que o título do álbum de estúdio receberia o título de DNA. Em 4 de janeiro de 2019, o terceiro e último single "No Place", foi lançado e em 25 de janeiro, DNA foi oficialmente lançado atingindo o topo das paradas da Áustria, Canadá, Suíça e Estados Unidos, neste último, sua entrada no topo da Billboard 200 ao obter vendas de 234,00 cópias, ocorreu após dezenove anos, desde o lançamento do álbum Black & Blue (2000), tornando o Backstreet Boys o primeiro grupo masculino de música pop a figurar em número um durante três décadas diferentes na parada estadunidense.
Em 8 de abril de 2019, o grupo lançou uma exposição no Grammy Museum, antes de ser aberta ao público dois dias depois. O local contou com a exibição de roupas de turnês passadas e recordações da infância dos membros. No mesmo mês, o Backstreet Boys anunciou que lançaria seu primeiro álbum de natal e durante o vigésimo aniversário de lançamento da canção "I Want It That Way", o grupo participou de uma cerimônia de impressão de suas mãos no Planet Hollywood, a fim de comemorar o encerramento de seus concertos de residência de dois anos.
Em 11 de maio de 2019, o Backstreet Boys embarcou na DNA World Tour em apoio ao álbum. Esta foi a décima primeira turnê mundial do grupo, que passou por cerca de 35 países e foi a nona mais lucrativa do ano de 2019, de acordo com a Billboard, chegando a ocupar o primeiro lugar no ranking Top Tours em março de 2020. Por causa da pandemia de Covid-19, alguns shows foram adiados, inclusive o de maior público de toda a turnê, no Allianz Parque, em São Paulo. Segundo a banda, a turnê vai continuar quando for seguro e os shows adiados serão realizados.
Em 5 de abril de 2022, os Backstreet Boys anunciaram mais 13 shows adicionais da turnê DNA World Tour nas principais cidades dos EUA, incluindo Nashville, Portland e Memphis. Além disso, a banda voltará à Europa com o a turnê. A nova turnê europeia começa em 3 de outubro em Lisboa, Portugal, seguindo até 6 de novembro de 2022 em Londres, na Inglaterra.

## Características musicais

### Vocais e influências iniciais
O Backstreet Boys sempre se orgulhou de ser um grupo de harmonia vocal e não apenas uma boy band. Grupos vocais de R&B e soul como Shai, Jodeci e Boyz II Men, inspiraram o quinteto no início de sua carreira musical, que sempre que possível, cantava a capella, para combater o estereótipo do termo boy band e evitar a reação sofrida pelo grupo New Kids on the Block, em uma controvérsia sobre sincronização labial em 1992. Musicalmente, o Backstreet Boys geralmente emprega harmonia polifônica, o que o diferencia de muitos outros grupos de cantores. Nos refrões, Littrell, Carter e McLean costumam cantar a melodia, com Dorough harmonizando acima da melodia e Richardson cobrindo as partes baixas das canções. Durante a ausência de Richardson, McLean e Carter cobriram sua parte em refrões, enquanto Dorough incorporou suas partes solo, embora McLean tenha cantado o seu verso em "Drowning".

### Estilo musical
O estilo musical do grupo evoluiu ao longo dos anos. Em seu primeiro e segundo álbuns de estúdio, o Backstreet Boys cantou um híbrido de R&B e dance-pop de clube, misturado com gêneros que incluíram baladas de new jack e hip-hop. Com Millennium (1999) e Black & Blue (2000), o grupo começou a abandonar o R&B e a migrar mais para o pop e o pop-rock, como demonstrado em músicas como "I Want It That Way", "Shape of My Heart", "Larger than Life" e "Not For Me". Em 2005, o Backstreet Boys mudou drasticamente seu estilo musical, através de seu álbum de retorno Never Gone, que é uma produção do tipo adulto contemporâneo, apresentando apenas instrumentos ao vivo, em um afastamento do som pop anterior, que apresentou muitos sintetizadores. Comparado aos álbuns anteriores, Never Gone é "mais orgânico, despojado, com menos harmonias e mais instrumentação". Seu primeiro álbum sem Richardson, Unbreakable (2007), é semelhante a Never Gone. Ele se inclina para a música pop contemporânea e ao adulto contemporâneo, e apresenta harmonias de coral entrelaçadas, piano, cordas, guitarra e bateria, adicionado a elementos de hip-hop e reggae em algumas faixas, como em "One in A Million". Através do sétimo álbum de estúdio do grupo, This Is Us (2009), o Backstreet Boys retornou às batidas dance-pop originais combinadas com o electro-pop. Adicionalmente, este álbum também contém um som mais R&B comparado a Unbreakable.
O primeiro álbum independente do Backstreet Boys, In A World Like This (2013), que também é seu primeiro álbum após o retorno de Richardson, é considerado uma produção que acolhe a maturidade do grupo em uma mistura de pop moderno, adulto contemporâneo e dance music.

## Membros
- Kevin Richardson (Kevin Scott Richardson, nascido em Kentucky, Estados Unidos, em 3 de outubro de 1971)
- Howie Dorough (Howard Dwaine Dorough, nascido na Flórida, Estados Unidos, em 22 de agosto de 1973)
- Brian Littrell (Brian Thomas Littrell, nascido em Kentucky, Estados Unidos, em 20 de fevereiro de 1975)
- AJ McLean (Alexander James McLean, nascido na Flórida, Estados Unidos, em 9 de janeiro de 1978)
- Nick Carter  (Nickolas Gene Carter, nascido na Flórida, Estados Unidos, em 28 de janeiro de 1980)

## Discografia
- Backstreet Boys (1996)
- Backstreet's Back (1997)
- Millennium (1999)
- Black & Blue (2000)
- Never Gone (2005)
- Unbreakable (2007)
- This Is Us (2009)
- In a World Like This (2013)
- DNA (2019)

## Filmografia
Em todas as participações do Backstreet Boys em séries de televisão e filmes ficcionais, o grupo atuou como ele mesmo.
| Ano  | Título                                        | Notas                                                                                |
| ---- | --------------------------------------------- | ------------------------------------------------------------------------------------ |
| 1998 | Sabrina The Teenage Witch                     | Participação especial no episódio: "The Band Episode"                                |
| 2002 | Arthur                                        | Episódio: "Arthur: It's Only Rock 'N' Roll"                                          |
| 2013 | This Is the End                               | Participação especial cantando "Everybody (Backstreet's Back)" com o elenco.         |
| 2015 | Backstreet Boys: Show 'Em What You're Made Of | Documentário biográfico sobre o grupo.                                               |
| 2016 | Undateable                                    | Episódio: "Backstreet Boys Walk Into a bar"                                          |
| 2017 | Drop the Mic                                  | Episódio: "Nicole Scherzinger vs. Lil Rel Howery / Charlie Puth vs. Backstreet Boys" |

## Prêmios e indicações
Ao longo de sua carreira, o Backstreet Boys tem recebido inúmeras indicações e recebido diversos prêmios, que incluem sete Billboard Music Awards, dois MTV Video Music Awards, quatro MTV Europe Music Awards, oito World Music Awards, três American Music Awards, dois Nickelodeon Kids' Choice Awards e Teen Choice Awards, dentre outros.

## Turnês
Como artista principal
- We Wanna Be with You Tour (1995–1996)
- Backstreet Boys: Live in Concert Tour (1996–1997)
- Backstreet's Back Tour (1997–1998)
- Into the Millennium Tour (1999–2000)
- Black & Blue Tour (2000–2001)
- Up Close & Personal Tour (2005)
- Never Gone Tour (2005–2006)
- Unbreakable Tour (2008–2009)
- This Is Us Tour (2009–2011)
- In a World Like This Tour (2013–2015)
- DNA World Tour (2019–2020)

Como co-artista principal
- NKOTBSB Tour (com New Kids on the Block) (2011–2012)

Como artista convidado
- Smooth Tour (de Florida Georgia Line) (em algumas datas) (2017)

Concerto de residência
- Backstreet Boys: Larger Than Life (2017-2019)